# Liiva (Tallinn)
Liiva Tallinn egyik városrésze Nõmme kerület kerületben. A városrész Järve városrésztől délre helyezkedik el,
az Ülemiste-tótól nyugatra. Határos még vele nyugatról Nõmme városrész, valamint Rahumäe, valamint délről Männiku városrész. Területe 3,25 km², népessége 1365 fő, népsűrűsége 420 fő/km². Itt található a Liiva temető.

## Történelem
A Tallinn-Viljandi vasútvonalat 1900-ban adták át a forgalomnak. A vasútállomást a személyforgalom azonban csak 1925-től vehette igénybe. Ugyanebben az évben nyílt meg a postahivatal. 1923-ban indult el az AS Liiva-Betoon nevű építőipari vállalat a városrészben.

## Földrajza
A korábban a városrész területén bányászott homok miatt több nagyobb kiterjedésű bányató is található a területen.

## Népessége
| Év   | Lakosság száma |
| ---- | -------------- |
| 2017 | 1333           |
| 2016 | 1334           |
| 2015 | 1351           |
| 2014 | 1365           |
| 2013 | 1355           |
| 2012 | 1343           |
| 2011 | 1269           |

## Közlekedés
A városrészt érinti a helyi járatként üzemelő autóbuszközlekedési hálózat 5-ös számozású vonala.
Főbb útvonalak:
- Vabaduse pst
- Männiku tee
- Pärnu mnt[4]

## Kultúra
A városrészben könyvtár található.

## Gallery

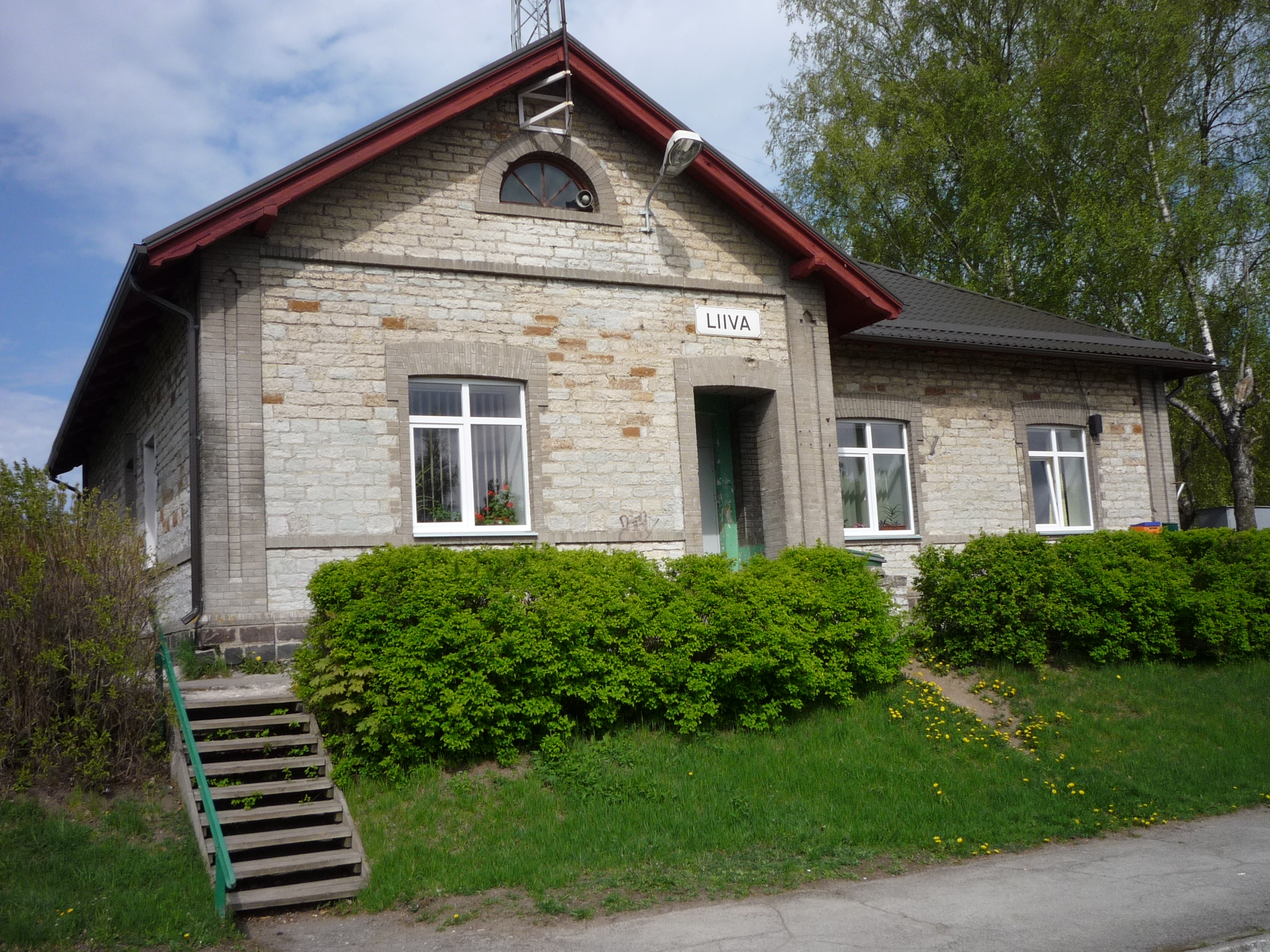
Liiva vasútállomásának fogadó épülete
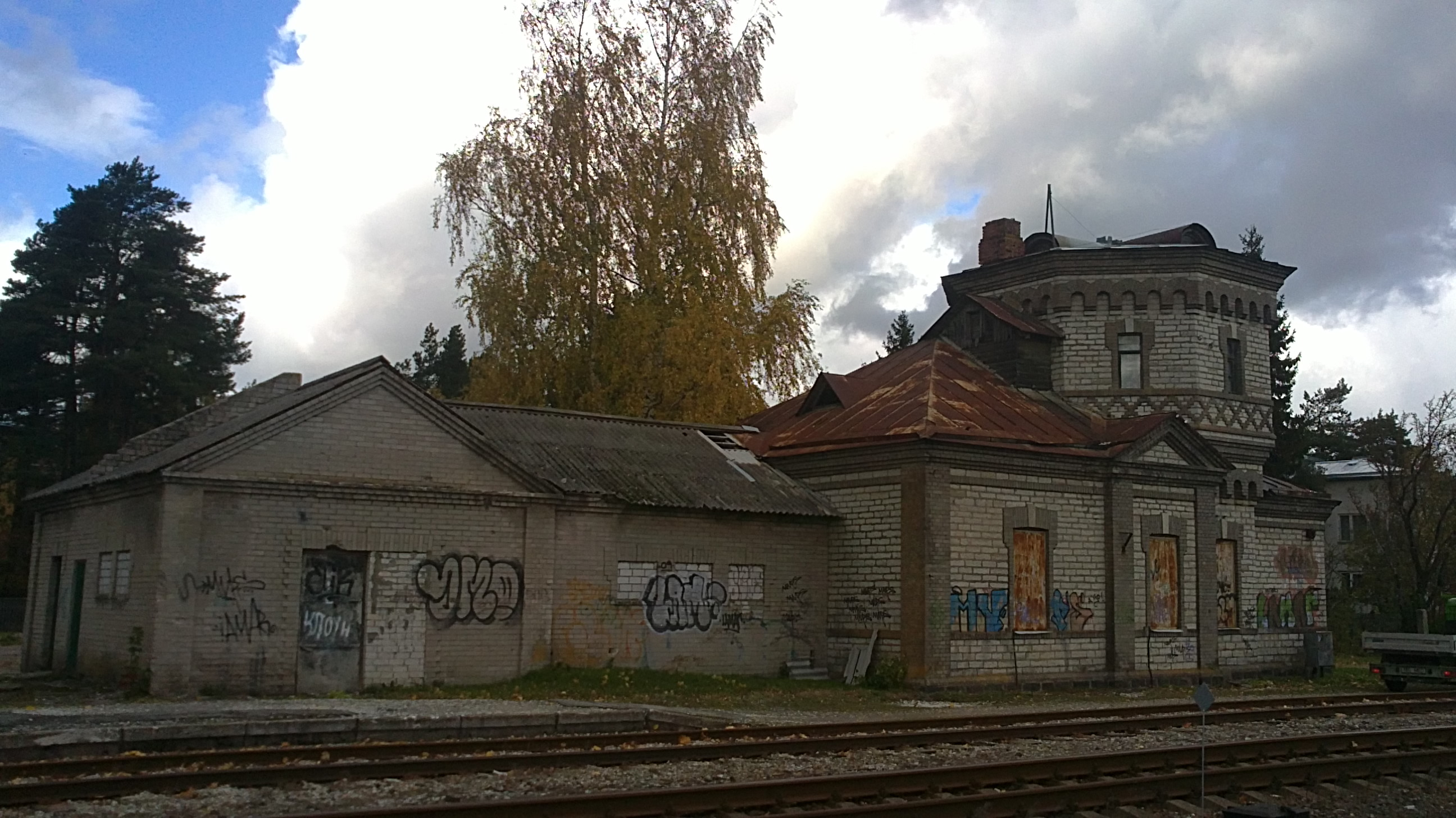
Víztorony a vasútállomáson
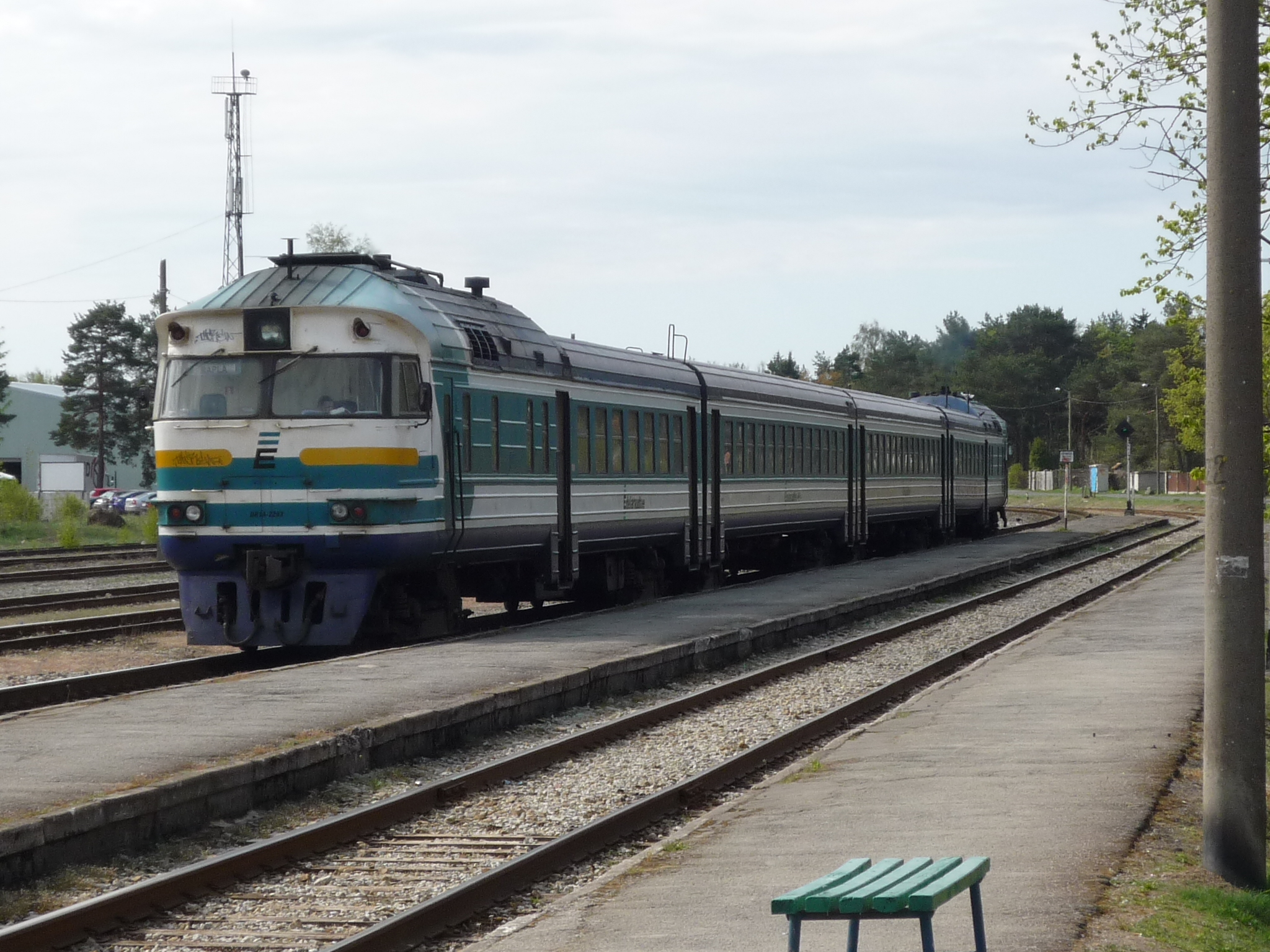
Vonat a vasútállomáson

## Fordítás
- Ez a szócikk részben vagy egészben  a   Liiva című észt Wikipédia-szócikk ezen változatának fordításán alapul.  Az eredeti cikk szerkesztőit annak laptörténete sorolja fel. Ez a jelzés csupán a megfogalmazás eredetét és a szerzői jogokat jelzi, nem szolgál a cikkben szereplő információk forrásmegjelöléseként.